# Río Sinú
Río Sinú är ett vattendrag i Colombia.   Det ligger i departementet Córdoba, i den nordvästra delen av landet, 500 km norr om huvudstaden Bogotá.